# 工藤治兵衛
工藤 治兵衛（くどう じへえ、? - 寛文4年11月28日（1665年1月14日））は、江戸時代前期の義民。伊予国新居郡中奥山村（現在の愛媛県西条市中奥）の庄屋。西条藩に年貢の銀納への変更（負担軽減）を求めて処刑され、のちに「銀納義民」と称えられた。名は次平、治平ともいう。

## 経歴・人物
新居郡のうち、山岳部に位置する中奥山村、黒瀬村、大保木山村、西之川山村、東之川山村（近代の大保木村周辺）は「五か山」と呼ばれ、米の生産が少なく、山稼ぎに依拠する村落であった。年貢を米で納めるには、外から米を買ってくる必要があるために負担は重いものになる。このためこの地域の村人は、年貢の銀納を求めてきた。銀納問題は、加藤嘉明が領主であった慶長8年（1603年）から継続していたという。
西条藩主一柳直興は、それまで認められていた銀納を物納（米納など）に変更し、また新たに雑税を課したという。寛文4年（1664年）、米価の高騰により米納のために米を買うことが困難になったため、治兵衛は5カ村の総代として年貢を銀納に改めるよう藩庁に強訴した。藩は「騒動」の首謀者として治兵衛とその家族・同調者を16名を捕らえ、11月28日に斬罪に処した（銀納事件、大保木山騒動）。
一柳直興は翌寛文5年（1665年）に改易されるが、その罪状のひとつとして失政が挙げられた。「五か山」は松山藩の預かり地となった。5カ村は松山藩に対して請願を行い、同年年貢の銀納が許された。

## 備考
- 治兵衛一家の供養のため、中奥山にはのちに「治兵衛堂」が建てられている[5]。